# عیسی زارع‌پور
عیسی زارع‌پور (زادهٔ ۱۳۵۹) سیاستمدار ایرانی است که از سال‌ ۱۴۰۰ تا ۱۴۰۳ در دولت سیزدهم سمت وزیر ارتباطات و فناوری اطلاعات را بر عهده داشت. او همچنین استادیار دانشکده مهندسی کامپیوتر دانشگاه علم و صنعت ایران است.
وزارت خزانه‌داری ایالات متحده آمریکا در اکتبر ۲۰۲۲، وی را با عنوان دست داشتن در سرکوب اعتراضات ایران تحریم کرد. در مهر ۱۴۰۱، اتحادیه اروپا وی را با عنوان نقش داشتن در سرکوب گسترده اعتراضات مردمی تحریم کرد.

## زندگی
عیسی زارع‌پور در ۱۳۵۹ در اسلام‌آباد غرب، کرمانشاه به دنیا آمد. او کارشناسی خود را در رشته مهندسی کامپیوتر از دانشگاه رازی کرمانشاه و کارشناسی ارشد خود را در رشته مهندسی کامپیوتر گرایش نرم‌افزار از دانشگاه صنعتی شریف دریافت کرده است. وی دورهٔ دکتری خود را در دانشکده علوم و مهندسی کامپیوتر دانشگاه نیو ساوت ولز، استرالیا گذرانده است. او پنج فرزند دارد.

## در دولت نهم و دهم
او در ۲۶ سالگی در دوره ریاست جمهوری محمود احمدی‌نژاد به ریاست مرکز توسعه فناوری اطلاعات و رسانه‌های دیجیتال وزارت فرهنگ و ارشاد اسلامی منصوب شد و در سال ۱۳۸۹ به عنوان مدیر نمونه وزارت فرهنگ و ارشاد اسلامی انتخاب شد. وی همچنین مجری طرح شبکه ملی فرهنگ بوده است.او در این مقام برگزاری جشنواره و نمایشگاه ملی رسانه‌های دیجیتال را برعهده داشت. زارع پور در رابطه با همین مرکز گفته که می‌توان آن را به نوعی اولین نهاد حاکمیتی فعال و سیاستگذار در حوزه فضای مجازی دانست. این مرکز همچنین مسئولیت توسعه فناوری اطلاعات و توسعه خدمات الکترونیک در وزارت فرهنگ و ارشاد اسلامی را بر عهده دارد.
او در سمت‌های دیگری نیز در دولت‌های نهم و دهم فعالیت کرده و مشاور وزیر ارتباطات، وزیر بهداشت، معاونت علمی و فناوری بوده است. زارع پور در دولت دهم عضو کمیسیون ملی یونسکو هم بود.

## تکمیل تحصیلات و اظهارات
پس از اتمام کار دولت احمدی‌نژاد، زارع پور برای تحصیل به استرالیا رفت و دکترای خود را در رشته مهندسی کامپیوتر - گرایش شبکه‌های رایانه ای در سال ۲۰۱۶ از دانشگاه نیو ساوت ولز استرالیا دریافت کرد. زارع‌پور دو دوره پسادکتری را نیز در دانشگاه‌های نیو ساوت ولز استرالیا و صنعتی شریف در حوزه نسل جدید شبکه‌های رایانه ای گذرانده است و از سال ۱۳۹۶ عضو هیئت علمی گروه شبکه‌های رایانه ای دانشکده مهندسی کامپیوتر دانشگاه علم و صنعت است. حوزه کار وی نسل جدید شبکه‌های رایانه ای و اینترنت اشیا است. عنوان پایان‌نامه دکترای زارع پور طراحی پروتکل‌های کارآمد برای نانو شبکه‌های حسگر بی‌سیم با استاد راهنمایی محبوب حسن بوده است. زارع پور ده‌ها مقاله علمی و پژوهشی به زبان انگلیسی در نشریات و کنفرانس‌های بین‌المللی چاپ کرده است و چندین جایزه علمی و پژوهشی بین‌المللی برده است.
زارع پور از سال ۱۳۹۶ به عضویت هیئت علمی دانشکده مهندسی کامپیوتر دانشگاه علم و صنعت ایران درآمده است. او به عنوان استادیار دانشکده مهندسی کامپیوتر دانشگاه علم و صنعت، با تمرکز روی شبکه‌های نوظهور، اینترنت اشیا و سنسورهای پوشیدنی، درس‌های شبکه‌های کامپیوتر پیشرفته، اصول طراحی پایگاه داده و اینترنت اشیا تدریس می‌کند.
او در مهر ماه ۹۶ در مراسم دیدار نخبگان با رهبر جمهوری اسلامی ایران حضور داشت و به موضوعاتی چون لوازم اصلاح قوانین شرکت‌های دانش بنیان و ضرورت مقابله با واردات در فضای مجازی از طریق تولید محتوای سالم و داخلی تأکید کرده بود. خود زارع پور مجری این مراسم نیز بود و تأکید کرد که همه نخبگان در کشور «پاسدار» هستند.
زارع‌پور عضو علی‌البدل هیئت مدیره جمعیت توسعه‌گران فضای مجازی پاک (فمپ) است. این تشکل خود را یک سازمان مردم نهاد معرفی می‌کند که از مدافعان فیلترینگ گسترده سایت‌ها و فضاهای آلوده و ناپاک برای گروه‌های سنی پایین است و استفاده از شبکه‌های اجتماعی داخلی را در اولویت قرار می‌دهد و استفاده و پیشبرد و پیشرفت آن‌ها را در پیشبرد اهداف ملی ایران توصیه می‌کند.

## در قوه قضائیه
سید ابراهیم رئیسی رئیس وقت قوه قضائیه ایران در اسفند ۱۳۹۸ زارع‌پور را به عنوان رئیس مرکز آمار و فناوری اطلاعات قوه قضاییه منصوب کرد. از جمله اقدامات زارع پور آنلاین کردن گرفتن گواهی عدم سوءپیشینه بود که تا پیش از این، گرفتن آن هفته‌ها طول می‌کشید.

## وزیر ارتباطات و فناوری اطلاعات
رئیسی در در ۲۰ مرداد ۱۴۰۰ زارع‌پور را به عنوان وزیر پیشنهادی ارتباطات و فناوری اطلاعات دولت سیزدهم به مجلس معرفی کرد و در ۳ شهریور با ۲۵۶ رای موافق و ۱۷ رای مخالف و ۱۰ رای ممتنع به عنوان وزیر ارتباطات و فناوری اطلاعات، رای اعتماد گرفت.

## تحریم‌ها
- وزارت خزانه‌داری آمریکا در۱۴ مهر ۱۴۰۱، عیسی زارع‌پور را به همراه تعدادی دیگر از مقامات امنیتی و وزارت ارتباطات به‌دلیل قطع دسترسی به اینترنت و دست داشتن در سرکوب اعتراضات ایران تحریم کرد.[۲][۳]
- اتحادیه اروپا در ۲۵ مهر ۱۴۰۱، عیسی زارع‌پور به همراه چهار نهاد و ۱۰ مقام بلندپایه نظامی و امنیتی جمهوری اسلامی ایران را به‌دلیل نقش داشتن در سرکوب گسترده اعتراضات مردمی تحریم کرد.[۴]
- دولت بریتانیا در ۲۳ آبان ۱۴۰۱، عیسی زارع‌پور را به همراه چند مقام جمهوری اسلامی ایران به دلیل «سرکوب خشونت‌بار اعتراضات پس از کشته‌شدن مهسا امینی» تحریم کرد. طبق این تحریم، اجازه سفر به بریتانیا به آن‌ها داده نخواهد شد و هرگونه سرمایه آنان در بریتانیا مسدود می‌شود.[۱۹]